# 東林六君子
東林六君子，又稱東林黨六君子，是明代天啟年間被魏忠賢閹黨陷害而死的六位東林黨大臣，左副都御史楊漣、僉都御史左光斗、給事中魏大中、御史袁化中、陝西副使顧大章、太僕少卿周朝瑞等六人，時稱「東林六君子」。
天啟四年（1624年），東林黨爭劇烈，左副都御史楊漣上疏彈劾魏忠賢廿四大罪，認為應該凌遲，僉都御史左光斗等七十餘人附和，彈劾忠賢三十二條死罪，天啟帝都不理會。
忠賢反誣楊漣等六君子受熊廷弼賄賂，又偽造汪文言的供詞，誣蔑東林黨人。要汪畫押，汪不屈，被杖斃。六君子被收入錦衣衛詔獄，唯有顧大章被交予刑部，另外五人皆遭到許顯純、田爾耕拷打而死。顧大章將六君子被拷打的情狀宣佈之後，立即自殺而死。
天啟六年（1626年），又有東林七君子遭魏忠賢陷害而死。

## 註解
1. ↑  《明史》卷22
2. ↑  《二十二史箚記》汪文言之獄
3. ↑  《明史》卷24